# Киркларели (вилајет)
Киркларели вилајет (тур. Tunceli ili), је вилајет у северозападној Турској, на западној обали Црног мора. Вилајет се граничи са Бугарском у дужини од 180 км. На западу се граничи са Едирнским вилајетом, на југу са Текирдашким, а на истоку са Истанбулским вилајетом. Седиште области је град Киркларели. Име вилајета на турском значи земља четрдесеторице, што се може односити или на 40 ратника које је послао султан Мурат I да заузму ову области, или на број цркава које су се ту налазиле пре османских освајања.
Планина Странџа дели овај вилајет. Северни и североисточни део вилајета спадају у најређе насељене области Турске. Овим пределима доминирају густе шуме, док је јужни и западни део вилајета знатно насељенији.

## Окрузи
Вилајет Киркларели је подељен на 8 округа (престоница је подебљана):
- Бабаески
- Демиркој
- Киркларели
- Кофчаз
- Лулебургаз
- Пехливанкој
- Пинархисар
- Визе